# Sainte-Sigolène
Sainte-Sigolène é uma comuna francesa na região administrativa de Auvérnia-Ródano-Alpes, no departamento de Alto Loire. Estende-se por uma área de 30,62 km². Em 2010 a comuna tinha 6 059 habitantes (densidade: 197,9 hab./km²).